# Homel
Homel (belarusiska: Гомель; ryska: Gomel) är en stad vid floden Sozj (en biflod till Dnepr) i sydöstra Belarus med omkring 521 452 invånare (2016), vilket gör den till landets näst största stad.

## Näringsliv
Till följd av sitt läge nära en vattenväg samt det faktum att många järnvägslinjer når staden har gjort den till en viktig transportknutpunkt. Näringar inkluderar maskinindustri, elektroteknisk industri, kemisk industri och livsmedelsindustri. I staden finns även ett kvinnofängelse, som är det enda i sitt slag i Vitryssland.

## Historia
Det exakta året för stadens grundande är inte fastställt, men namnet är belagt till 1142. Staden tillhörde länge Storfurstendömet Litauen och härjades under 1400—1600-talen mångfaldiga gånger i de rysk-polska krigen. Dagens stad domineras av bebyggelse från 1900-talet.
Homel införlivades vid Polens första delning (1772) med Ryssland. År 1854 förenades Homel med det angränsande Bjelitsa på södra sidan av floden Sozj (Bjelitsa är idag en av Homels fyra stadsdelar). Under ryskt styre tillhörde staden guvernementet Mogiljov som låg inom det judiska bosättningsområdet i Ryska imperiet.
1939 hade staden 144 169 invånare, varav 44 procent judar, 29 procent ryssar, 22 procent vitryssar; resten övriga nationaliteter.
Staden var känd för sin betydande judiska befolkning och i början av andra världskriget fanns i staden 24 synagogor under ledning av rabbi Avraham Eljasjiv. Vissa av judarna lyckades fly den tyska invasionen i juni 1941, men flertalet sattes av de tyska nazisterna i getton för att sedan mördas.
Staden drabbades av radioaktivt nedfall vid Tjernobylolyckan 1986 och påverkas fortfarande.

## Sport
- FK Homel (fotbollsklubb)

## Kända personer
- Aaron Lebedeff, tenor
- Dick Manning, amerikansk kompositör
- Viktor Rapinski, cyklist
- Lev Schnirelmann, matematiker
- Kanstantsin Siŭtsoŭ, cyklist